# Adam Dąbrowski (inżynier)
Adam Mirosław Dąbrowski (ur. 30 kwietnia 1953 w Łodzi) – polski matematyk oraz inżynier automatyki, informatyki, elektroniki i telekomunikacji, profesor nauk technicznych. Specjalizuje się w systemach multimedialnych i wizyjnych, biometrii oraz cyfrowym przetwarzaniu obrazów. Profesor zwyczajny w Zakładzie Układów Elektronicznych i Przetwarzania Sygnałów Wydziału Informatyki Politechniki Poznańskiej. Wicedyrektor Instytutu Automatyki i Robotyki na tym wydziale.

## Życiorys
Studia na kierunku elektrotechnika ukończył na Politechnice Poznańskiej w 1976, gdzie następnie został zatrudniony (1977) w Instytucie Elektroniki i Telekomunikacji. W 1977 uzyskał także dyplom z matematyki na poznańskim Uniwersytecie im. Adama Mickiewicza. Doktorat z elektroniki obronił na Politechnice w 1982. Habilitował się w zakresie telekomunikacji w 1989 na podstawie dorobku naukowego i rozprawy pt. Odzysk pseudomocy użytecznej w wieloszybkościowym przetwarzaniu sygnałów. Tytuł naukowy profesora nauk technicznych został mu nadany w 1997. Poza macierzystą Politechniką pracował także jako profesor na Wydziale Fizyki w Uniwersytecie Adama Mickiewicza w Poznaniu (2001-2005), profesor w Wyższej Szkole Informatyki w Łodzi (w Oddziale w Bydgoszczy), profesor i dyrektor Instytutu Informatyki Stosowanej Wyższej Szkoły Gospodarki w Bydgoszczy, 
Jest członkiem szeregu polskich i zagranicznych towarzystw naukowych, m.in. Institute of Electrical and Electronics Engineers (IEEE), Stowarzyszenia Elektryków Polskich oraz New York Academy of Sciences. Staże badawcze odbył na Uniwersytecie w Oslo (1978) oraz na Politechnice Wiedeńskiej (1981-1982). Był stypendystą Fundacji im. Alexandra von Humboldta na Ruhr-Universität w niemieckim Bochum (1984-1986). Jako profesor wizytujący pracował w Eidgenössische Technische Hochschule w Zurychu (1987-1989). Członek i były szef poznańskiego oddziału filantropijnego Lions Club.

## Publikacje
W dorobku publikacyjnym A. Dąbrowskiego znajdują się m.in.:
- Sygnały i obwody. Ćwiczenia laboratoryjne (współautor wraz z M. Domańskim), wyd. Politechniki Poznańskiej, Poznań 1982
- Przetwarzanie sygnałów przy użyciu procesorów sygnałowych (współautor i redaktor), wyd. Politechniki Poznańskiej, Poznań 2000 (3. wydanie), ISBN 83-7143-504-5
- ponadto rozdziały w książkach i artykuły publikowane w takich czasopismach jak m.in. "Elektronika – konstrukcje, technologie, zastosowania", "Przegląd Elektrotechniczny", "Electronics Letters", "Multimedia Tools and Applications" oraz "Microelectronics Reliability"[6][7][8].